# 3487 Edgeworth
3487 Edgeworth (1978 UF) là một tiểu hành tinh vành đai chính được phát hiện ngày 28 tháng 10 năm 1978 bởi H. L. Giclas ở Flagstaff, Arizona.